# NOTAM
NOTAM (z ang. Notice To Air Missions, wcześniej Notice to Airmen) – wydawana na żądanie zwięzła depesza rozpowszechniana za pomocą środków telekomunikacyjnych, zawierająca informacje o ustanowieniach, stanie lub zmianach urządzeń lotniczych; służb, procedur, a także o utrudnieniach i niebezpieczeństwie, których znajomość we właściwym czasie jest istotna dla personelu związanego z operacjami lotniczymi. Treść depeszy NOTAM powinna być zrozumiała bez potrzeby odwoływania się do innego dokumentu. NOTAM należy sporządzać i rozsyłać bezzwłocznie, każdorazowo gdy podane w nim informacje: mają charakter krótkotrwały; dotyczą zmian o szczególnym znaczeniu operacyjnym wprowadzanych na stałe; opisują czasowe zmiany o charakterze długotrwałym, które można opublikować w formie krótkiej informacji bez dużej ilości tekstu i grafiki. W Polsce wymianą depesz NOTAM zajmuje się Służba Informacji Lotniczej, która jest specjalnym organem Polskiej Agencji Żeglugi Powietrznej. Międzynarodowe Biuro NOTAM (NOF) znajduje się w Warszawie w siedzibie PAŻP posiada adres AFS: EPWWYNYX.
NOTAM wydawany jest w sześciu przypadkach:
- remonty, prace budowlane związane z utrzymaniem lotniska.
- uszkodzenia dróg i płyt w polu ruchu naziemnego.
- tymczasowe zagrożenia, np.: ptaki, dźwigi, rozlane paliwo, wypadek.
- awaria urządzeń, np.: oświetlenia, pojazdów, maszyn.
- zmiany w procedurach, np.: zamknięcie dróg lub całej części lotniska.

W praktyce NOTAM nie wydaje się w dwóch przypadkach:
- odśnieżanie, oczyszczanie, drobne prace konserwacyjne.
- usterki, awarie, przeszkody, które nie mają wpływu na bezpieczeństwo.

## Podział
Depesze NOTAM dzielą się na typy i serie.

### Podział na serie
- NOTAM serii A – publikowane w języku angielskim, zawierają informacje o lotniskach: EPGD, EPKK, EPPO, EPWA, EPWR – przeznaczona do przekazywania informacji przydatnych dla średnio i dalekodystansowych lotów międzynarodowych.
- NOTAM serii B – publikowane w języku angielskim, zawierają informacje o wszystkich pozostałych lotniskach nie publikowanych serią A oraz E. W serii B wydawane są również informacje na temat lotnisk wojskowych opublikowanych w MIL AIP Polska – przeznaczona do przekazywania informacji o wszystkich lotniskach, heliportach i procedurach dostępnych dla lotów międzynarodowych.
- NOTAM serii C – publikowane w języku angielskim i zawierają informacje trasowe z wyłączeniem trasowych ostrzeżeń nawigacyjnych oraz trasowych przeszkód publikowanych serią D – przeznaczona do przekazywania informacji o lotach innych niż międzynarodowe.
- NOTAM serii D – publikowane w języku angielskim i zawierają następujące informacje: – trasowe ostrzeżenia nawigacyjne włącznie z informacjami ograniczeniach przestrzeni powietrznej – informacje o przeszkodach trasowych.
- NOTAM serii E – publikowane w języku angielskim, zawierają informacje o lotniskach: EPBY, EPKT, EPLB, EPLL, EPMO, EPRA, EPRZ, EPSC, EPSY, EPZG.
- NOTAM serii F – zawierają informacje o lotniskach wojskowych, m.in.: EPCE; EPDA; EPIR.
- NOTAM serii G – zawierają informacje o lotniskach opublikowanych tylko w AIP VFR Polska.
- NOTAM serii J – odpowiednik serii G w języku polskim[5]. Zawierają ten sam tekst i te same numery co seria G.
- NOTAM serii K – odpowiednik serii F w języku polskim. Zawierają ten sam tekst i te same numery co seria F.
- NOTAM serii M – odpowiednik serii C w języku polskim. Zawierają ten sam tekst i te same numery co seria C.
- NOTAM serii N – odpowiednik serii D w języku polskim. Zawierają ten sam tekst i te same numery co seria D.
- NOTAM serii P – odpowiednik serii A w języku polskim. Zawierają ten sam tekst i te same numery co seria A.
- NOTAM serii R – odpowiednik serii B w języku polskim. Zawierają ten sam tekst i te same numery co seria B.
- NOTAM serii S – SNOWTAM – specjalnego typu NOTAM, sporządzane zgodnie z formularzem SNOWTAM, dotyczące obecności lub usunięcia niebezpiecznych warunków spowodowanych śniegiem, błotem lub lodem na nawierzchniach lotniskowych, albo stojącą wodą związaną z tymi warunkami. Rozsyłane są do zainteresowanych odbiorców i wydawane wyłącznie w języku angielskim – przeznaczona do przekazywania informacji o śniegu, lodzie, błocie pośniegowym i wodzie zalegającej na nawierzchni lotniska lub heliportu.
- NOTAM serii U – odpowiednik serii E w języku polskim. Zawierają ten sam tekst i te same numery co seria E.

SNOWTAM jest to NOTAM oddzielnej serii zawiadamiający, przy użyciu specjalnego formularza, o zaistnieniu lub usunięciu warunków niebezpiecznych w obrębie pola naziemnego ruchu lotniczego, spowodowanych przez śnieg, lód, topniejący śnieg lub związaną ze śniegiem stojącą wodę.
ASHTAM jest to NOTAM informujący o stanie aktywności wulkanu, gdy zmiana jego aktywności ma lub będzie miała znaczenie operacyjne. Informacja ta jest podawana za pomocą kodu barw określającego poziom alarmu wulkanicznego.
BIRDTAM jest to NOTAM informujący załogę statku powietrznego o aktywności ptaków w rejonie lotniska i na trasie przelotu podział ten nie jest przestrzegany.
UWAGA!

## Typy NOTAM
- NOTAMN = NOTAM nowy (ang. NOTAM New) – zawierający nową informację
- NOTAMR = NOTAM zastępujący (ang. NOTAM Replace) – informacja zastępująca już wcześniej opublikowaną
- NOTAMC = NOTAM kasujący (ang. NOTAM Cancel) – kasuje opublikowaną wcześniej informację

## Pola depeszy NOTAM
Z wyjątkiem depesz SNOWTAM i ASHTAM, treść każdego NOTAM powinna zawierać informację w kolejności przedstawionej w dodatku 6 załącznika 15 do Konwencji o międzynarodowym lotnictwie cywilnym.
- Pole Q) – Pole Q składa się z ośmiu części, oddzielanych od siebie kreską ukośną „/”. Pole to pozwala na komputerowe przetwarzanie wiadomości NOTAM, zawierających wiele ważnych informacji. Przykład: Q) EPWW/ QSTAH/ IV /BO /A / 000/258/ 5210N02058E005
  - EPWW – W części tej zamieszczana jest nazwa Rejonu Informacji Powietrznej (FIR – Flight Information Region). FIR Warszawa (FIR EPWW) obejmuje przestrzeń powietrzną nad terytorium RP (nad obszarem lądowym, wodami wewnętrznymi i morzem terytorialnym) oraz część przestrzeni powietrznej przydzielonej przez ICAO nad Morzem Bałtyckim od powierzchni ziemi lub wody do FL 660. Granice poziome zapisane w AIP.

- - QSTAH – Część ta składa się z szeregu pięciu liter, poczynając zawsze od litery Q. Litery druga oraz trzecia określają temat, a czwarta i piąta wyrażają status lub stan opisywanego przedmiotu.

- - V – Oznacza się, jakiego ruchu dotyczy NOTAM. Stosowane skróty w tej części to: V = Loty VFR (Visual Flight Rules – Przepisy wykonywania Lotów z Widocznością) – loty VFR można wykonywać przy odpowiednich minimach pogodowych.

- - I – Loty IFR (Instrument Flight Rules – Przepisy Wykonywania Lotu według Wskazań Przyrządów) – to zbiór wytycznych dla lotu, w którym kurs (kierunek ruchu) i wysokość lotu statku powietrznego są kontrolowane wyłącznie według wskazań jego przyrządów.

- - K – NOTAM jest listą kontrolną.

- - BO – Wskazuje przeznaczenie NOTAM. Używane są następujące oznaczenia: N – NOTAM, zawiera informacje niezbędne do natychmiastowego powiadomienia, B – NOTAM, do załączenia w Biuletynie Informacji przed lotem, O – NOTAM, o istotnym znaczeniu operacyjnym dotyczącym wykonywania lotów IFR, M – NOTAM mniej istotne w czasie odprawy załóg, dostępne wyłącznie na żądanie, K – NOTAM, jest listą kontrolną

- - A – Określa jakiego elementu dotyczy NOTAM. Stosowane kwalifikatory to: A – (aerodrome) lotnisko, E – (enroute) trasa, W – (warning) ostrzeżenie nawigacyjne, K – lista kontrolna.

- - 000 – W części tej zostaje określona dolna granica obowiązywania NOTAM podana w poziomach lotu. Informacja zawarta w tym miejscu musi być zgodna z zawartością pola F.

- - 258 – Górna granica W części tej zostaje określona górna granica obowiązywania NOTAM, podana w poziomach lotu. Informacja zawarta w tym miejscu musi być zgodna z zawartością pola G. Zapis „999” oznacza brak informacji o wysokości.

- - 5210N; 02058E; 005 – Współrzędne geograficzne, promień Szerokość i długość geograficzna podana jest z dokładnością do 1 minuty, towarzyszy jej także trzycyfrowa wartość określająca promień działania (w milach morskich).
- Pole A) – Zawiera informacje dotyczące lokalizacji ograniczenia, najczęściej portu lotniczego lub lotniska. Wprowadza się wskaźnik ICAO dla danego lotniska4 lub FIR. Jeżeli brak jest wskaźnika lokalizacji ICAO, należy użyć liter przydzielonych danemu Państwu zgodnie z ICAO Doc 79105 plus litery „XX”.
- Pole B) – Przedstawia grupę dziesięciu cyfr określających datę i godzinę wejścia w życie NOTAM. Cyfry te podawane są w kolejności: rok (RR), miesiąc (MM), dzień (DD) oraz dokładna godzina podana w czasie UTC. Przykład: 1505101600 oznacza 10 maja 2015 r. od godziny 16:00 UTC.
- Pole C) – Zawiera datę do kiedy obowiązuje wydany NOTAM. Grupa data-godzina jest analogiczna do tej w POLU B).- W polu tym dopuszczalne jest zastosowanie skrótów: PERM (permanent) – gdy ograniczenie wprowadza się na stałe lub; EST (estimated), gdy ważność wprowadzanego NOTAM jest niepewna lub przewidywana. Koniec dnia powinien być wyrażany jako „2359”, nie należy używać „2400”. Przykład: 1507111630 – NOTAM ważny do 11 lipca 2015 r. do godz. 16:30 UTC.
- Pole D) – Dotyczy okresu obowiązywania ograniczenia, niebezpieczeństwa, statusu operacyjnego lub stanu urządzeń opisywanych w NOTAM. Wartość podawana w tym polu musi być zgodna z datami – czasami podawanymi POLACH B i C. Przykład: – EVERY FRI and SAT – w każdy piątek i sobotę; – 1430-1730 and 1800-1930 – ważne od 14:30 do 17:30 i od 18:00 do 19:30.
- Pole E) – Przeznaczone jest do przedstawiania problemu NOTAM w postaci tekstu otwartego (w języku angielskim) oraz skrótów ICAO zawartych w rozdziale GEN AIP, identyfikatorów, oznaczników, cyfr, częstotliwości oraz znaki wywoławcze. Tekst zawarty w tym polu powinien być przedstawiony w sposób krótki, zwarty i tak, aby zrozumienie go nie stwarzało problemów użytkownikom. Przykład: BIRDS and WILD ANIMALS CONCENTRATION AND MIGRATION VC OF AD. ILS ON TEST DUE TO MAINT, DO NOT USE.
- Pole F) – Służy do określenia górnej granicy obowiązywania ograniczenia i podawane jest jedynie w przypadku NOTAM stanowiących ostrzeżenie nawigacyjne. Przykład: 2500 AMSL – FL160.

- Pole G) – Podobnie jak w przypadku Pola F, Pole G służy do określenia granicy (dolnej) obowiązywania ograniczenia i podawane jest jedynie w przypadku NOTAM stanowiących ostrzeżenie nawigacyjne. Przykład: 1000M AMSL lub FL100 – UNL – nieograniczony (unlimited). Godzina w NOTAM podawana jest w UTC.

### Przykład depeszy NOTAM
```
A6603/11 NOTAMN
A-NOTAM serii A
6603-kolejny numer
/11-rok wydania
NOTAMN- nowy NOTAM
Q) EPWW/QNBAS/IV/BO/AE/000/999/5028N01909E005
A) EPKT
B) 1108050600
C) 1108051300
E) NDB KTC 285KHZ OUT OF SERVICE DUE TO MAINT.
Opis: Nowy NOTAM w FIR Warszawa, którego tematem jest Radiolatarnia
bezkierunkowa (NB UTC±00:00 Non-directional radio beacon) Niesprawna (AS –
Unserviceable), dla ruchu VFR i IFR, do załączenia w Biuletynie Informacji przed
lotem i istotnym znaczeniu operacyjnym dotyczącym wykonywania lotów IFR,
dotyczy lotniska i trasy, bez ograniczeń wysokości, dla obszaru w postaci okręgu o
promieniu 5 mil nautycznych ze środkiem o współrzędnych 50°28′N 19°09′E. Dotyczy
portu lotniczego Katowice w dniu 5 sierpnia 2011 r., radiolatarnia bezkierunkowa o
nazwie „KTC” nadająca na częstotliwości 285KHZ nieczynna w godzinach 08:00 –
15:00 LMT z powodu konserwacji.
```